# George Boldt
George Charles Boldt (nascido como Georg Karl Boldt; Bergen auf Rügen, 25 de abril de 1851 – Nova Iorque, 5 de dezembro de 1916) foi um empresário e hoteleiro teuto-americano que influenciou o desenvolvimento do hotel urbano como centro social e destino de luxo. Seu lema era "o cliente tem sempre razão", tendo tornado-se por conta própria um milionário de sucesso.
Bold nasceu na Prússia e imigrou para os Estados Unidos com a família em 1864. Ele começou trabalhando em um pequeno hotel, depois disso estabelecendo uma mal-sucedida fazenda de galinhas no Texas. Boldt foi para a costa leste e foi trabalhar no hotel Cornwall-on-the-Hudson, sendo creditado por ter feito o estabelecimento ser um sucesso. Fez contato com pessoas influentes e conseguiu por meio delas comprar o Bellevue Hotel na Filadélfia.
Tempos depois ele conheceu o milionário William Waldorf Astor, com os dois juntos erguendo em 1893 o luxuoso Waldorf Hotel em Nova Iorque. A construção do hotel foi feita seguindo suas especificações. O Astoria Hotel foi erguido algum tempo depois, com os dois hotéis se fundindo e formando o Waldorf–Astoria. Boldt serviu como presidente e diretor Waldorf Astoria Hotel Company, e também da Waldorf-Astoria Cigar Company e da Waldorf Importation Company.
Bold foi descrito como "bem educado, pouco digno e despretensioso" que lembrava "um típico professor alemão com sua barba rala que mantinha fastidiosamente aparada ... e seus óculos pincenê em cordão de seda preta". Ele mantinha contatos com a elite europeia, fazendo viagens frequentes para a Europa junto com a esposa, costumando sempre trazer antiguidades que eram colocadas para adornar o Waldorf–Astoria.